# Деценций
Магнус Деценций е римски узурпатор при император Констанций II. M. ДиМайо спекулира, че Деценций вероятно е брат на Магненций, който въстава срещу Констанций на 18 януари 350 г.
Магненций назначава Деценций за свой цезар през същата зима, за да надзирава отбраната на Галия и рейнската граница. Той е назначен за consul ordanarius през 352 г. и отново през 353 г. с Магненций.
Когато Магненций е победен от Констанций в битката при Mons Seleucus и извършва самоубийство, Деценций, който стои начело на подкрепленията, се обесва в Senonae.